# Derrick Collins
Derrick Collins (* 15. Juli 1965 in New Orleans, Louisiana) ist ein US-amerikanischer Schiedsrichter im Basketball, der seit dem Jahr 1999 in der NBA tätig ist. Er trägt die Uniform mit der Nummer 11.

## Karriere

### College-Basketball
Vor dem Einstieg in die professionellen Basketballwettbewerbe arbeitete er für sieben Jahre als College-Basketballschiedsrichter u. a. in der Southeastern Conference, Big 12 Conference, Conference USA, Sun Belt Conference, Southland Conference und Southwestern Athletic Conference.

### Continental Basketball Association
Zunächst arbeitete er für fünf Jahre als Schiedsrichter in der Continental Basketball Association.

### National Basketball Association
Collins begann im Jahr 1999 seine NBA-Schiedsrichterlaufbahn beim Spiel der Dallas Mavericks gegen die Golden State Warriors.
Zuvor war er drei Jahre als Schiedsrichter in der Women’s National Basketball Association tätig.